# Norbertus van den Berg

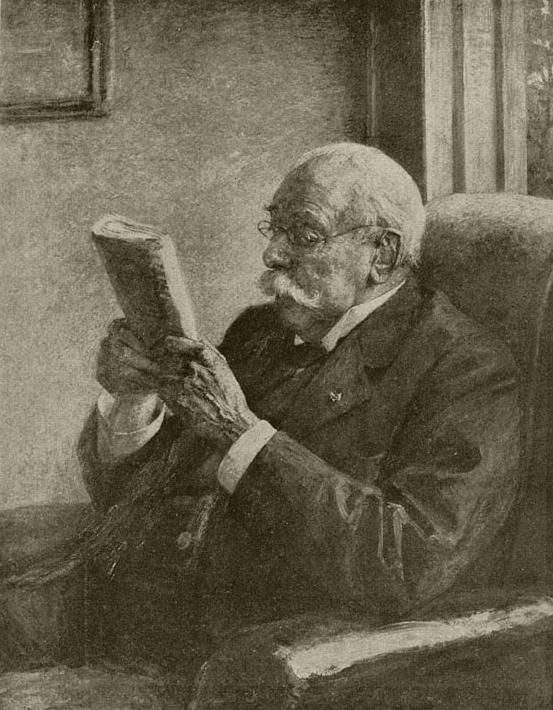
Portret van Van den Berg door Jan Veth

Norbertus Petrus van den Berg (Rotterdam, 5 november 1831 – Amsterdam, 8 januari 1917) was een Nederlands bankier, bestuurder en topfunctionaris. Hij was president-directeur van de Javasche Bank en later president van De Nederlandsche Bank.

## Leven en werk
Mr. Van den Berg ging in 1855 naar Batavia in Nederlands-Indië om daar te werken voor de Nederlandsche Handel-Maatschappij (NHM). In 1864 stapte hij over naar de Nederlandsch-Indische Handelsbank (NIH). In verband met tegenvallers en meningsverschillen nam hij daar in 1872 ontslag. Een jaar later werd hij president van de Javasche Bank hetgeen hij tot 1889 zou blijven. Tijdens zijn presidentschap maakte hij zich sterk om van de zilverstandaard over te stappen op de goudstandaard waardoor Nederlands-Indië in 1877, net als Nederland twee jaren eerder, die overstap maakte.
Van den Berg werd in 1889 benoemd tot directeur van De Nederlandsche Bank waar hij twee jaren later president werd. Na eenentwintig jaren werd de intussen 80-jarige Van den Berg opgevolgd door Gerard Vissering.
Van den Berg werd in 1892 verkozen tot lid van de Koninklijke Nederlandse Akademie van Wetenschappen (KNAW). Bij zijn pensionering in 1912 ontving hij het Grootkruis Nederlandsche Leeuw, de hoogste Nederlandse onderscheiding.